# Regia Nave
A Regia Nave (Királyi Hajó), rövidítve R.N., vagy RN az Olasz Királyság Királyi Haditengerészete, a Regia Marina hadihajóinak megkülönböztető jelzése volt 1861 és 1946 között.

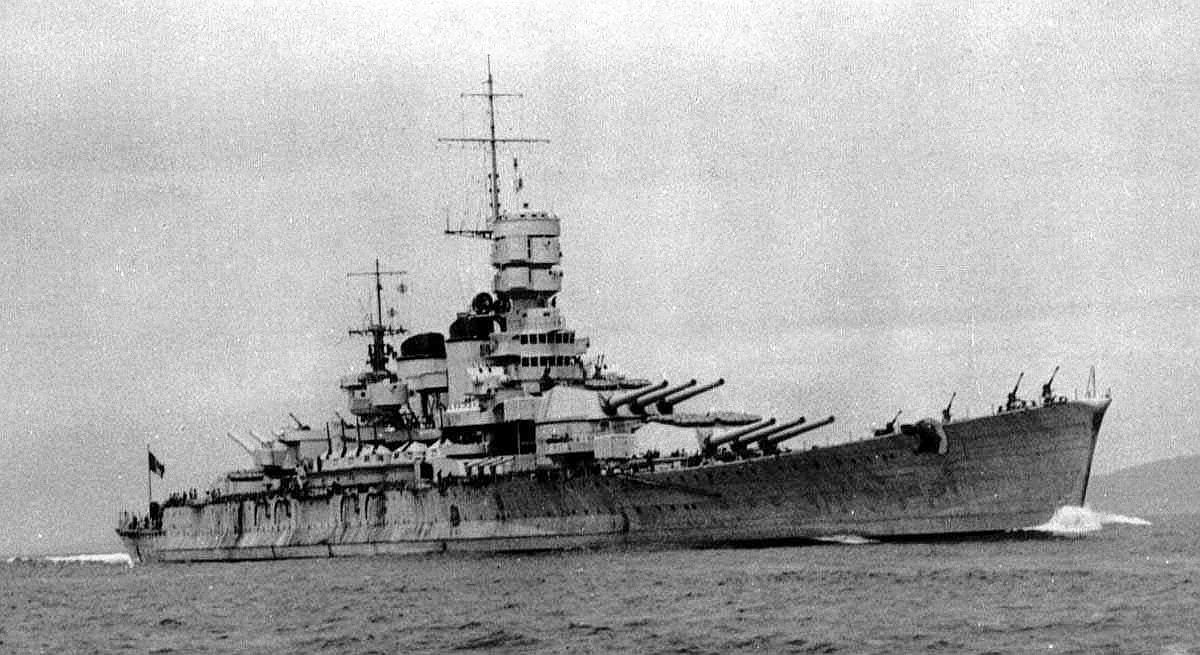
A Littorio osztályú RN Roma olasz csatahajó 1942-1943-ban. Az osztály egységei az RN Littorio (1943-tól RN Italia), az RN Vittorio Veneto, az RN Roma és a befejezetlen RN Impero voltak az Olasz Királyság legnagyobb hadihajói.
Az olasz Királyi Haditengerészet, a Regia Marina címere.